# Dialogische filosofie
Dialogische filosofie is een filosofie binnen de joods-christelijke traditie die het dialogische in het centrum van reflectie plaatst en dit onderscheidt van de dialectiek van Immanuel Kant en Georg Hegel. In de ethiek stelt ze zich de vraag op welke manier de zinvolle dialoog gestalte kan geven aan de toekomst van de mens.

## Ontwikkeling
Als een klassieke antieke voorloper geldt de Socrates uit Plato's dialogen. In de eerste helft van de 20e eeuw werd Martin Buber de grondlegger van de dialogische filosofie. Deze filosofie verzaakte aan het zuiver theoretische en plaatste zich tussen het abstracte denken en de handeling van het moment. Daardoor bracht de dialogische filosofie nieuwe  psychotherapeutische, sociaal-ethische en politieke impulsen die een impact hadden op mystieke stromingen van de socialistische beweging, het ethisch zionisme, het antifascistische zomerkamp van de "Löwenberger Arbeitsgemeinschaften" en de Kreisauer Kreis rond Helmuth James Graf von Moltke.
Hermann Levin Goldschmidt plaatst in zijn boek Philosophie als Dialogik (1948) het dialogische tegenover de dialectiek die tegenstellingen als creatieve spanning ziet die opgeheven wordt in een nieuwe, hogere synthese. Bij dialogische filosofie is daarvan geen sprake, en worden twee tegenstrijdige standpunten dan ook verdragen, en creatief een even groot belang toegekend. Goldschmidt heeft deze aanpak in andere geschriften, vooral in ‘’Freiheit für den Widerspruch ‘’(1976), verder ontwikkeld.
Na de Tweede Wereldoorlog beïnvloedde de dialogische filosofie onder andere de discourstheorie en de existentiële filosofie, en kreeg onlangs ook belangstelling vanuit mediastudies. Ook in de werken van Hans-Georg Gadamer, Karl-Otto Apel en Jürgen Habermas, Kuno Lorenz, Emmanuel Levinas en Jozef Tischner zijn sporen terug te vinden van deze tak van de filosofie.
Buiten de wetenschap is de invloed van de filosofie van de dialoog zeer gevarieerd, en is bijvoorbeeld zowel terug te vinden in de crossculturele sfeer van arbeid en pedagogiek, als bij ouder-en kindbegeleiding.

## Auteurs
De belangrijkste vertegenwoordigers en schrijvers van de dialogische filosofie zijn:
- Martin Buber (1878-1965) met "Ich und Du" (1923) en "Zur Geschichte des dialogischen Prinzips"
- Ferdinand Ebner (1882-1931)
- Hans Ehrenberg (1883-1958)
- Romano Guardini (1885-1968)
- Franz Rosenzweig (1886-1929)
- Eugen Rosenstock-Huessy (1888-1973)
- Michail Michailowitsch Bachtin (1895-1975)
- Hermann Levin Goldschmidt (1914-1998)
- Vladimir S. Bibler (1918-2000) met "Kulturdialog"